# Liste der Parlamentsabgeordneten von Malta (1955–1962)
Diese Liste gibt einen Überblick über die Mitglieder des Repräsentantenhauses von Malta in der Wahlperiode von 1955 bis 1962.
| Name                      | Fraktion | Wahlkreis | Bemerkungen                                  |
| ------------------------- | -------- | --------- | -------------------------------------------- |
| Joseph Abela              | MLP      | 4         |                                              |
| Kalcidon Agius            | MLP      | 7         |                                              |
| Emmanuele Agius           | PN       | 7         |                                              |
| Emmanuel Attard Bezzina   | MLP      | 3         |                                              |
| Agatha Barbara            | MLP      | 2         |                                              |
| Cikku Bonaci              | MLP      | 1         |                                              |
| Giorgio Borg Olivier      | PN       | 7         |                                              |
| George Borg               | MLP      | 3         | zurückgetreten; Nachrücker Dalli, Gio. Maria |
| Alexander Cachia Zammit   | PN       | 3         |                                              |
| Anglu Camilleri           | MLP      | 8         |                                              |
| Benedict Camilleri        | PN       | 1         |                                              |
| Giuseppe Camilleri        | PN       | 6         |                                              |
| Tom Caruana Demajo        | PN       | 6         |                                              |
| Carmelo Caruana           | PN       | 3         |                                              |
| Joseph Cassar             | MLP      | 3         |                                              |
| Amabile Cauchi            | PN       | 8         |                                              |
| John J. Cole              | MLP      | 4         |                                              |
| Wenzu Debrincat           | MLP      | 8         |                                              |
| Maurice Decesare          | MLP      | 5         |                                              |
| Joseph Ellul Mercer       | MLP      | 5         |                                              |
| Joseph Farrugia           | PN       | 4         |                                              |
| Giovanni Felice           | PN       | 5         |                                              |
| Joseph Flores             | MLP      | 6         | zurückgetreten; Nachrücker Buttigieg, Anton  |
| John Frendo Azzopardi     | PN       | 5         |                                              |
| Albert Hyzler             | MLP      | 6         |                                              |
| Nestu Laviera             | MLP      | 2         |                                              |
| Duminku Mintoff           | MLP      | 2         |                                              |
| Marcell Mizzi             | MLP      | 8         |                                              |
| John Muscat               | PN       | 4         |                                              |
| Paolo Pace                | PN       | 1         |                                              |
| Antonio Paris             | PN       | 2         |                                              |
| Daniel Piscopo            | MLP      | 2         |                                              |
| Mike Pulis                | MLP      | 7         |                                              |
| Carmelo Refalo            | PN       | 8         | zurückgetreten; Nachrücker Jones, Henry      |
| Oscar Rizzo               | PN       | 5         |                                              |
| Henry Sacco               | MLP      | 1         |                                              |
| Joseph Salinos            | MLP      | 1         |                                              |
| Joseph Spiteri            | PN       | 7         |                                              |
| Emmanuel C. (Leli) Tabone | MLP      | 6         |                                              |
| Calcedonio Zammit         | MLP      | 4         |                                              |

Quelle: Maltadata

## Einzelnachweis
1. ↑  Members of Parliament, 1921–2008. In: maltadata.com. Archiviert vom Original (nicht mehr online verfügbar) am 3. Januar 2014; abgerufen am 21. Juli 2019 (englisch).